# Forum Filmmusik
Das Forum Filmmusik ist eine Schweizer Organisation, die 2005 gegründet wurde und sich der Vermittlung, Förderung und Erforschung von Filmmusik widmet.
Zu den wichtigsten Tätigkeiten gehören die Organisation des SoundTrack Zurich, welches im Rahmen des Zurich Film Festival (ZFF) jährlich stattfindet, die Durchführung des Internationalen Filmmusikwettbewerbes (IFMW), mit dem das Forum Filmmusik internationale Bedeutung erlangt hat, und die Kuratierung der Swiss Film Music Encyclopaedia.

## Zweck
Das Forum Filmmusik soll die Vernetzung und den Wissens- sowie Erfahrungsaustausch zwischen Filmmusikkomponierenden und Filmschaffenden fördern. Im Zentrum der Arbeit steht auch die Zusammenarbeit mit Bildungsinstitutionen, die Diskussion neuer Trends und die Organisation von Veranstaltungen, oft auch in Zusammenarbeit mit der Zürcher Hochschule der Künste (ZHdK).
Zu den Projekten des Forum Filmmusiks gehören neben der Organisation der Konferenz SoundTrack Zurich, des Internationalen Filmmusikwettbewerbes und der Swiss Film Music Encyclopaedia auch eine enge Zusammenarbeit mit dem Ensemble Cinéphonique, einer Gruppe junger Musizierenden, die sich auf die Aufnahme von Musik für Film, Pop, Jazz und Werbung spezialisiert haben. Das Forum Filmmusik setzte sich mit dem Projekt Zurich Radio City Hall für die Erhaltung der SRF-Aufnahmestudios im Radiostudio Brunnenhof ein.

## Entstehungsgeschichte
Das Forum Filmmusik wurde im Jahr 2005 an den Solothurner Filmtagen von Esther Bachmann, Oliver Leist und André Bellmont gegründet.
Bachmann und Leist, beide aus Solothurn, teilten eine gemeinsame Leidenschaft für Film und stellten fest, dass es kein etabliertes Format für den Austausch über den Filmton gab. Dies führte zur Idee, eine Plattform im Rahmen der Solothurner Filmtage zu schaffen. Gemeinsam mit Ivo Kummer, dem damaligen Direktor der Solothurner Filmtage, entwickelten sie ein neues Veranstaltungsformat für Filmmusik (Musik und Sounddesign).

### Forum Filmmusik an den Solothurner Filmtagen
Die erste Veranstaltung des Forum Filmmusik fand 2005 mit dem Filmemacher Fredi M. Murer und dem Komponisten Mario Beretta statt. Sie sprachen über ihre Zusammenarbeit am Spielfilm Höhenfeuer (1985), in dem Beretta eine Windharfe als zentrales musikalisches Element einsetzte, um die Gehörlosigkeit des Protagonisten klanglich darzustellen.
Dies führte zur Idee, die neue Filmmusikausbildung an der Zürcher Hochschule der Künste enger mit den Solothurner Filmtagen zu verknüpfen. André Bellmont, Leiter des Studiengangs Komposition für Film, Theater und Medien an der ZHdK, organisierte 2005 für seine Studierenden den ersten Filmmusikworkshop an den Solothurner Filmtagen. Die Studierenden vertonten von Regisseuren vorgegebene Filme oder Filmausschnitte neu, woraufhin die Ergebnisse in einem offenen Workshop gemeinsam mit den jeweiligen Filmschaffenden diskutiert wurden.
Zwischen 2005 und 2022 etablierte sich der Filmmusik-Workshop als fester Bestandteil des Festivals. Zu den Gästen zählten zahlreiche renommierte Persönlichkeiten aus der Filmmusikbranche:
- Solothurner Filmtage 2005 mit Mario Beretta & Fredy Murer: „Regie/Musik“ / "His Mother's Voice", 1994 von Oliver Paulus (Experimentalfilm)
- Solothurner Filmtage 2006 mit Henning Lohner: "Pas de Deux" von Lawrence Grimm (Kurzfilm)
- Solothurner Filmtage 2007 mit Marcel Barsotti: „Das Wunder von Bern“ (Sportfilm/Epos)
- Solothurner Filmtage 2008 mit Fabian Römer: "Les Fragments d'Antonin" (Epos), "Sperling und die kalte Angst" (Krimi-Serie)
- Solothurner Filmtage 2009 mit Felix Tissi/Pedro Haldemann: "Filmmusik in Tissis Schaffen" (Dokumentarfilm)
- Solothurner Filmtage 2010 mit Niki Reiser: "Maria, ihm schmeckt's nicht!" (Filmmusik in der Komödie)
- Solothurner Filmtage 2011 mit Cihan Inan und Diego Baldenweg: "180°" (Dramaturgie in der Filmmusik)
- Solothurner Filmtage 2012 mit Henning Lohner (Musik im Horrorfilm)
- Solothurner Filmtage 2013 mit Christine Aufderhaar (Drama / Dialogvertonung im Drama)
- Solothurner Filmtage 2014 mit Peter Scherer ("Musik im Kunst- und Experimentalfilm")
- Solothurner Filmtage 2015 mit Marcel Vaid und Oliver Paulus ("Interkulturelle Musik im Film")
- Solothurner Filmtage 2016 mit Balz Bachmann ("Komponieren auf Drehbuch")
- Solothurner Filmtage 2017 mit Guy Michelmore ("Musik im Animationsfilm")
- Solothurner Filmtage 2018 mit Henning Lohner (Romantic Comedy)
- Solothurner Filmtage 2019 mit Yati Durant ("Filmscoring and Improvisation")
- Solothurner Filmtage 2020 mit Raphael B. Meyer (TV-Serien am Beispiel "Der Bestatter")
- Solothurner Filmtage 2021: verschoben (Corona)* Solothurner Filmtage 2022 mit Markus Schönholzer («dramaturgisches Songwriting am Beispiel von Netflix-Serien»)

### Composers Guild
Von 2008 bis 2015 organisierte das Forum Filmmusik die Reihe Composers Guild als weiteres Austauschformat. Diese förderte den Austausch zwischen Komponierenden und bot diesen über den Musician Pool (später Ensemble Cinéfonique) Gelegenheit, ihre Werke aufzunehmen. An regelmässigen Treffen, in der Regel einmal im Monat, trafen sich die Mitglieder, um eigene und fremde Werke vorzustellen und zu diskutieren. Mit der Etablierung des Majors in Komposition für Film, Theater und Medien an der ZHdK und der Gründung der SoundTrack Zurich verlor die Composers’ Guild mehr und mehr an Bedeutung.

### Filmmusik-Soirée / Filmmusik-Après-Midi
Die Reihe Filmmusik-Soirée, ins Leben gerufen im Jahr 2008, widmet sich Filmen mit historisch bedeutenden Filmscores oder aussergewöhnlicher Filmmusik, die bislang wenig Beachtung gefunden haben. Mit der Etablierung des Majors in Komposition für Film, Theater und Medien an der ZHdK wurde die Filmmusik-Soirée zur Filmmusik-Après-Midi, die heute unter der Leitung von Dr. Steffen A. Schmidt steht. Die Vorführungen erfolgen im "Stop-and-Go"-Verfahren, wobei Schmidt, Dozent für Geschichte der Film-, Theater- und Medienmusik an der ZHdK, die Werke kommentiert.
Zu den bisher gezeigten Filmen gehören unter anderem:
- On the Waterfront (1954: Elia Kazan, Leonard Bernstein)
- To kill a Mockingbird (1962: Robert Mullligan, Elmer Bernstein)
- THX 1138 (1971: George Lucas, Lalo Schifrin)
- Mullholland Drive (2001: David Lynch, Angelo Badalamenti)

## SoundTrack_Zurich
SoundTrack Zurich, eine dreitägige jährliche Fachveranstaltung, die der Filmmusik gewidmet ist, wurde 2020 das erste Mal durchgeführt. Die Konferenz bietet Panels, Networking-Sessions, Fallstudien und Workshops zu aktuellen Themen der Film- und Medienmusikszene und ermöglicht den Austausch zwischen Filmkomponierenden und internationalen Gästen des Zurich Film Festival. Seit 2022 organisiert vom Forum Filmmusik und kuratiert von Michael P. Aust in Zusammenarbeit mit dem Zurich Film Festival, der Tonhalle-Gesellschaft Zürich, der Zürcher Hochschule der Künste, SoundTrack Cologne und SONART, spielt SoundTrack_Zurich eine zentrale Rolle bei der Förderung der Filmmusik. Zudem dient sie als Dachmarke für alle Filmmusik-Aktivitäten während des Festivals, darunter der Internationale Filmmusikwettbewerb und die Plattform IMMSANE (International Media Music and Sound Arts Network in Education) an der ZHdK.
Neben Schweizer Filmkomponierenden sprachen an den Podiumsdiskussionen auch die Oscar-Preisträgerin Rachel Portman und die Oscar-Preisträger Volker Bertelmann, Howard Shore und Steven Price.

## Internationaler Filmmusikwettbewerb
Der Internationale Filmmusikwettbewerb ist eine Veranstaltung, die herausragende Leistungen in der Filmmusikkomposition honoriert und unterstützt. Er findet seit 2012 jährlich (mit. Ausnahme von 2020) statt und bietet Komponierenden aus aller Welt eine Plattform, um ihr Talent und ihre Kreativität auf dem Gebiet der Filmmusik zu präsentieren. Die Aufgabe besteht darin, einen bestehenden Kurzfilm oder einen Filmausschnitt für ein Symphonieorchester neu zu vertonen. In einem befristeten Zeitraum werden dann die Partitur sowie ein Audio-Mockup abgegeben. Aus den Einsendungen werden durch eine internationale Fachjury Nominierte ausgewählt, deren Komposition dann im Rahmen des ZFF vom Tonhalle-Orchester Zürich unter der Leitung von Frank Strobel uraufgeführt werden. Die Jury wählt am gleichen Abend eine Komposition aus und verleiht das Goldene Auge für die „Beste Internationale Filmmusik“, welches mit 10'000 Franken dotiert ist. Komponierende jeden Alters, Nationalität und Wohnorts können teilnehmen, sofern sie gemäß IMDb nicht mehr als drei Filme mit einer Dauer von mehr als 60 Minuten vertont oder orchestriert haben.
Zu der internationalen Jury zählten unter anderem Herbert Grönemeyer, Cliff Martinez, Don Davis, Mychael Danna, Rachel Portman, Volker Bertelmann und Howard Shore.

## Swiss Film Music
Die 2018 gestartete Swiss Film Music Encyclopaedia ist eine Wiki-Plattform, die von Mathias Spohr und Bruno Spoerri von Forum Filmmusik verantwortet wird und als umfassende Informationsquelle über Schweizer Filmmusikkomponierenden und ihre Werke dienen soll. Ausgehend von der Schweizer Filmmusik-Anthologie 1923–2012, welche 2015 von der FONDATION SUISA und Mathias Spohr herausgegeben wurde, wurden die lexikalischen Inhalte der Anthologie übertragen und dann durch verfügbare Audio- und Bildbeispiele ergänzt. Die Enzyklopädie wird fortlaufend aktualisiert und erweitert.

## Zurich Radio City Hall (ZRCH)
Das Radiostudio Brunnenhof galt über rund 60 Jahre als eines der technisch fortschrittlichsten Tonstudios der Schweiz und diente als Hauptstandort des Radiostudios des Schweizer Radios und Fernsehens (SRF). Seit den 1990er Jahren erfolgte ein schrittweiser Rückbau der Studios sowie der technischen Infrastruktur und des Personals. Im Jahr 2020 wurde bekannt gegeben, dass sich das SRF vollständig aus den Gebäuden am Brunnenhof zurückziehen werde.

Umnutzung und Neubau
Die Stadt Zürich plante, die bestehenden Tonstudios, Räumlichkeiten und Ateliers für die Nutzung durch die Sekundarschule und die Musikschule Konservatorium Zürich (MKZ) umzuwidmen. Die Bauarbeiten begannen im Jahr 2023 und sollen bis 2027 mit einem Neubau ergänzt werden.
Initiative zur Erhaltung
Der Verein Zurich Radio City Hall setzte sich für den Erhalt der historischen Aufnahmestätten am Brunnenhof ein und plante, die Räumlichkeiten einer breiten Öffentlichkeit zugänglich zu machen. Die Studios waren technisch einst auf einem international konkurrenzfähigen Niveau und vergleichbar mit renommierten Filmmusik-Aufnahmestudios in London, Wien, Prag oder Los Angeles. Dem Verein geht es darum, im Zeitalter der 360-Grad-Soundtechnologie diesen Zustand wiederherzustellen und in den zahlreichen Tonregien im Toncluster Brunnenhof Arbeitsplätze für Film- und Medienschaffende anzubieten.
Die Initiative zur Erhaltung der Studios wurde von dem Komponisten, Sounddesigner und Audio-Engineer Jakob Eisenbach ins Leben gerufen. Sein Ziel war es, Medienschaffenden in der Schweiz Zugang zu professionellen Aufnahmestudios auf internationalem Niveau zu ermöglichen. In diesem Zusammenhang gründete er den Verein Zurich Radio City Hall.

Petition und Abstimmung
Am 14. Juni 2022 wurde bei der Stadtkanzlei die Petition "Für eine Genossenschaft Zurich Radio City Hall" mit 1.079 Unterschriften eingereicht. Darunter konnte der Verein Stimmen von Persönlichkeiten aus der Musik- und Filmbranche wie etwa Martin Tillmann, Ilona Schmiel, Michael Kaufmann, Xavier Dayer oder Marcel Vaid gewinnen. Auch zahlreiche Exponenten der Tonbranche engagierten sich für die Idee Zurich Radio City Hall.
Am 15. Mai 2022 stimmte die Zürcher Bevölkerung mit einer deutlichen Mehrheit von 82 Prozent für den Objektkredit in Höhe von 82,2 Millionen Franken. Dieser Kredit war für den Einbau einer 15-Klassen-Sekundarschule, die Einrichtung eines schulkreisübergreifenden Zentrums der Musikschule Konservatorium Zürich (MKZ) sowie den neuen Standort der Kreisschulbehörde (KSB) Waidberg vorgesehen.